# Chần

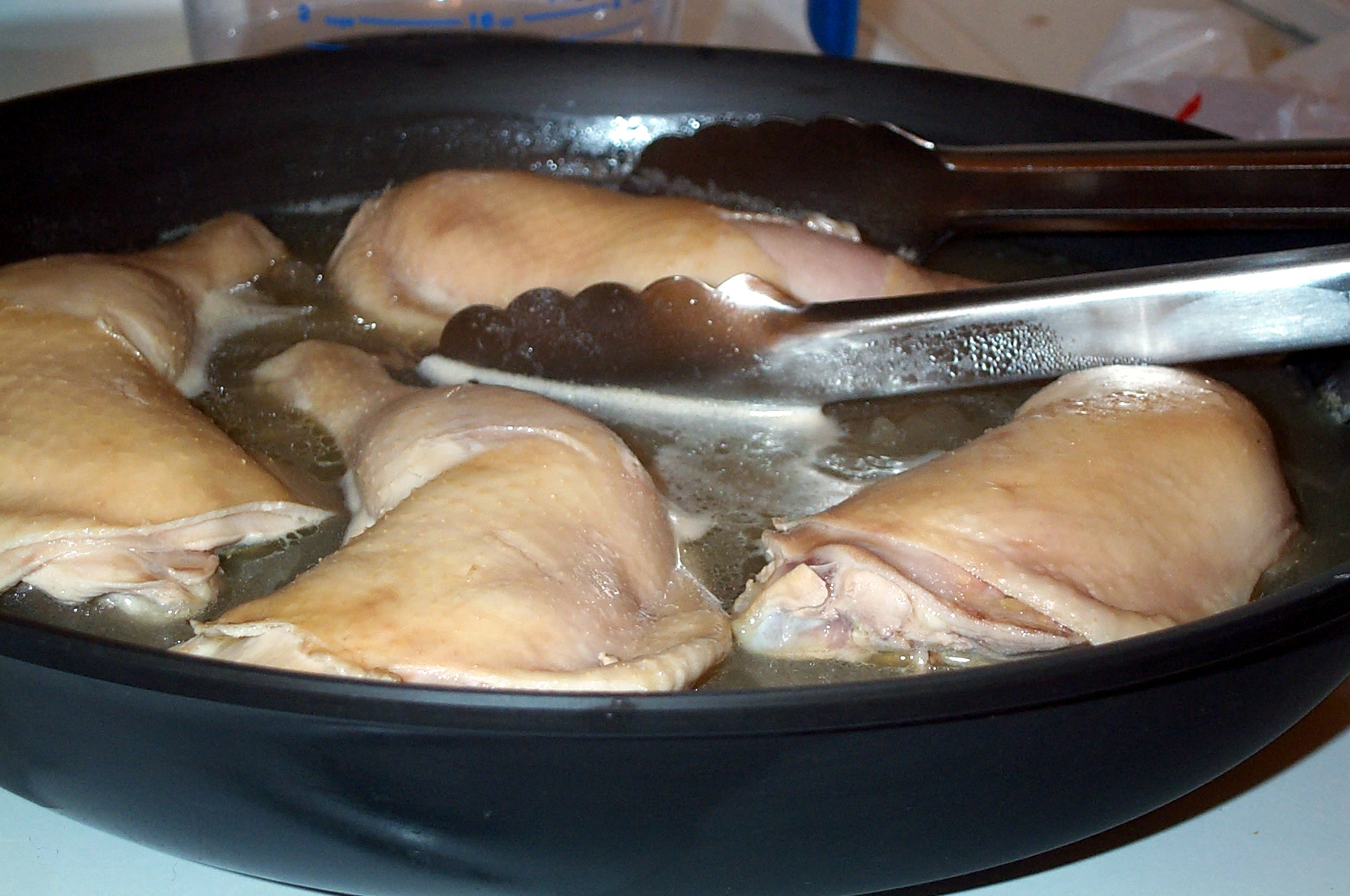
Đùi gà chần cạn trong chảo.

Chần hay trụng là một kỹ thuật nấu ăn bao gồm nấu bằng cách nhúng thực phẩm trong một chất lỏng, chẳng hạn như nước, sữa, nước dùng hoặc rượu hoặc trong khay. Chần được phân biệt với các phương pháp nấu "nhiệt ẩm" khác, chẳng hạn như luộc dùng nước đun sôi, ở chỗ nó sử dụng nhiệt độ tương đối thấp (khoảng 160–180 °F (71–82 °C)). Phạm vi nhiệt độ này làm cho nó đặc biệt phù hợp với thực phẩm tinh tế, dễ hỏng, chẳng hạn như trứng, thịt , cá và trái cây, có thể dễ dàng nhũn ra hoặc bị khô khi dùng các phương pháp nấu ăn khác. Chần thường được coi là một phương pháp nấu ăn lành mạnh vì nó không sử dụng chất béo để nấu hoặc thêm hương vị cho thức ăn.